# Église Saint-Marcel de Rugny
L'église Saint-Marcel de Rugny est une église située à Rugny, en France.

## Localisation
L'église est située dans le département français de l'Yonne, sur la commune de Rugny.

## Historique
L'édifice est inscrit au titre des monuments historiques en 1965.